# Morozovka (Primórie)
|  | Per a altres significats, vegeu «Morozovka». |

Morozovka (en rus: Морозовка) és un poble (possiólok) del krai de Primórie, a l'Extrem Orient de Rússia, que en el cens del 2010 tenia 6 habitants.